# طبرقه
طبرقه (به عربی: طبرقه) یک شهر تونسی است که در استان جندوبه در شمال جمهوری تونس در فاصله ۱۷۵ کیلومتری شمال غرب شهر تونس واقع شده‌است. طبرقه ۱۹٬۸۱۹ نفر جمعیت دارد و ۴٫۷ متر بالاتر از سطح دریا واقع شده‌است.

## خصوصیات
این شهر یک شهر توریستی سرسبز و مشرف بر دریا می‌باشد. شهر طبرقه اسم خودش را از یک اسم رومانیایی بنام تابراکا گرفته‌است. این شهر یک شهر با آب و هوای سرد می‌باشد. این شهر با یک خصوصیت دیگر نیز برجسته می‌گردد و آنهم داشتن یک آب و هوای ادغام شده ساحلی (کنار دریایی) با آب وهوای کوهستانی می‌باشد، این شهر دارای کوه‌های بلندی است که همه به دریا مشرف می‌باشند. طبرقه به فعالیت‌های غواصی در آن شناخته شده و معروف می‌باشد (غواصی در ته دریا برای صید ماهی‌های لالوقار و ملخ دریایی و صخره‌های مرجانی مورد استفاده در جواهرات) (این شهر به جشنواره‌هایش نیز شناخته و مشهور می‌باشد مانند جشنواره مشهور جاز طبرقه یا جشنواره موسیقی لاتین). این شهر همچنین دارای یک فرودگاه بین‌المللی است که در فاصله ۱۵ کیلومتری شرق این شهر قرار دارد.

## مشخصات جغرافیایی طبرقه
شهر طبرقه در یک منطقه محدود شده بین دریای مدیترانه از یک طرف و کوه‌های درختان بلوط و پنبه از یک طرف دیگر واقع شده‌است، اسم فنیقی قدیم این شهر ثابرکا بوده‌است، در قدیم این شهر یک محل کوچک مشهور برای صید بود، به‌طور خاص ملخ دریایی که در آن فراوان می‌باشد. طول سواحل طبرقه بالغ بر ۲۵ کیلومتر می‌شود و این شهر دومین شهر مشهور در دنیا به لحاظ صادرات مرجان می‌باشد.
قلعه جنوبی که بنای آن در این شهر به قرن ۱۴ میلادی برمی‌گردد، «الابر» که عبارت است از صخره‌های نوک‌دار که به دوران پارینه سنگی برمی‌گردد و ارتفاع این صخره‌ها بیشتر از ۲۰ متر می‌باشد. این شهر دارای یک ساحل آبی رنگ بی‌نظیر و زیبایی، دشتها و جلگه‌ها و وادی‌ها، درختان و جنگلها، آب و سرسبزی و ماهی‌های کمیاب، مردم از هر ملیتی، کوه‌های بلند و زیبا، قلعه‌ها و ساختمان‌های تاریخی، منار تاریخی، دره الزرقاء (آبی)، دره المالح (نمک)، دره نفزه، دره‌های عین الصبح (چشمه صبح) و شتاته و طبابه، دره سرسار، دره الکریم توصیفات طبرقه این روزها می‌باشد.
شهر طبرقه در شمال غربی کشور تونس در فاصله ۲۰۰ کیلومتری شمال پایتخت این کشور واقع شده‌است که طرف غرب به دریای مدیترانه محدود می‌گردد. از پشت این شهر به کوه‌های مختلف با جنگلهای پر درخت و گیاهان متنوع محدود می‌گردد. ساختمان‌های شهر طبرقه دارای معماری خاصی است و خانه‌های این شهر دارای سقف‌های آجری (سفالی ویا گچ اندود) قرمز رنگ می‌باشد. لازم است ذکر شود که فرودگاه طبرقه هرسال بیش نیم میلیون توریست را پذیرا می‌شود.

## تاریخچه طبرقه

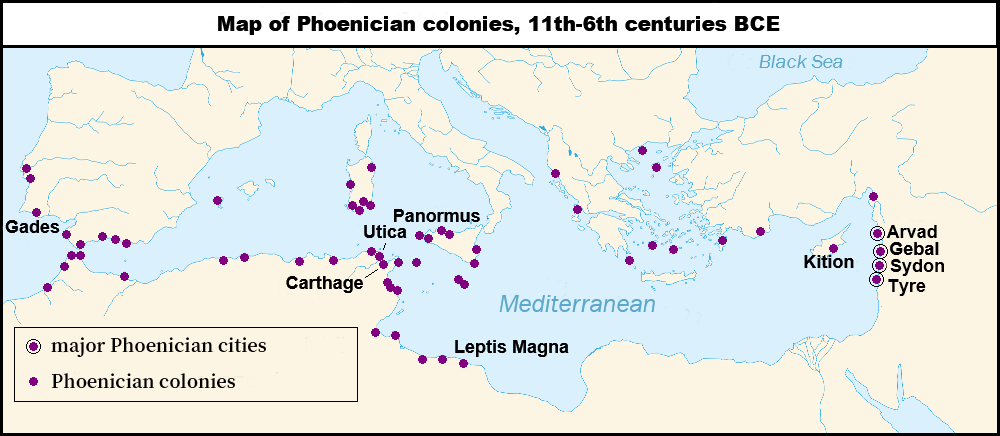
نقشه مستعمرات فنیقی، قرن 11-6 قبل از میلادطبرقه در نزدیکی ایتالیا قابل مشاهده است.

طبرقه یک شهر بسیار قدیمی است که فنفی‌ها بیش از ۲۸۰۰ سال تحت نام ثابرکه (که آن را شهر تمشک جنگلی یا وطن سایه‌ها نیز نامیده‌اند) در شمال غربی کشور تونس در فاصله ۲۰۰ کیلومتری شمال پایتخت تونس در سمت غرب دریای مدیترانه آن را بنا نهادند و ساختند. درتاریخ پیشرفت، طبرقه دارای دوران پیشرفت در طول قرنهای سوم و چهارم میلادی در زمانی که کشتی‌های رومانیایی بارهای پنبه و سنگ مرمر و حبوبات از این منطقه حمل می‌کردند بوده‌است و بین سالهای ۱۵۴۰ تا ۱۷۴۱ این شهر تحت سلطه جمهوری جنوا درآمد و خانواده لومیلینی که یک خانواده ثروتمند ایتالیایی بود و به تجارت شناخته می‌شدند و شهرت داشتند بر این شهر حکومت می‌کردند، مشهورترین اقدامی که این خانواده انجام داد ساختن یک دیوار دفاعی محکم و قوی روی جزیره کوچکی در نزدیکی شهر طبرقه بوده‌است.

## خواهرخوانده
شهر فرژوس خواهرخواندهٔ طبرقه هست.